# Boyd Rice
Boyd Rice (16 december 1956) is een Amerikaans experimenteel muzikant. Hij is controversieel vanwege zijn sociaaldarwinistische standpunten en zijn vriendschap met Church of Satan-oprichter Anton Szandor LaVey. Marilyn Manson stelt dat Rice zijn grote voorbeeld is.

## Discografie
| Jaar | Titel                                           | Onder                                                            |
| ---- | ----------------------------------------------- | ---------------------------------------------------------------- |
| 1977 | The Black Album                                 | Boyd Rice                                                        |
| 1978 | Pagan Muzak (7 inch)                            | NON                                                              |
| 1982 | Physical Evidence                               | NON                                                              |
| 1983 | Easy Listening For The Hard Of Hearing          | Boyd Rice en Frank Tovey                                         |
| 1987 | Blood and Flame                                 | NON                                                              |
| 1990 | Music, Martinis and Misanthropy                 | Boyd Rice and Friends                                            |
| 1991 | Easy Listening for Iron Youth - The Best of NON | NON                                                              |
| 1992 | In the Shadow of the Sword                      | NON                                                              |
| 1993 | Ragnarok Rune                                   | Boyd Rice                                                        |
| 1993 | Seasons In The Sun                              | Spell                                                            |
| 1994 | The Monopoly Queen (7 inch)                     | The Monopoly Queen (met Mary Ellen Carver en Combustible Edison) |
| 1995 | Might!                                          | NON                                                              |
| 1995 | Hatesville                                      | The Boyd Rice Experience                                         |
| 1996 | Heaven Sent                                     | Scorpion Wind (met Douglas P. en John Murphy)                    |
| 1997 | God & Beast                                     | NON                                                              |
| 1999 | Receive the Flame                               | NON                                                              |
| 2000 | The Way I Feel                                  | Boyd Rice                                                        |
| 2000 | Solitude (7 inch)                               | NON                                                              |
| 2001 | Wolf Pact                                       | Boyd Rice and Fiends                                             |
| 2002 | Children of the Black Sun                       | NON                                                              |
| 2004 | Baptism By Fire (live)                          | Boyd Rice and Fiends                                             |
| 2004 | Terra Incognita: Ambient Works 1975 to Present  | Boyd Rice/NON                                                    |
| 2004 | Alarm Agents                                    | Death In June en Boyd Rice                                       |
| 2008 | Going Steady With Peggy Moffitt                 | Giddle & Boyd                                                    |

## Films
- Pranks! TV! (1986, VHS), geregisseerd door V. Vale, RE/Search Publications
- Charles Manson Superstar (1989)
- Speak of the Devil (1995, VHS), over Anton LaVey, geregisseerd door Nick Bougas, Wavelength Video
- Pearls Before Swine (1999), geregisseerd door Richard Wolstencroft
- Nixing The Twist (2000, dvd), geregisseerd door Frank Rich, High Crime Films
- The Many Moods of Boyd Rice (2002, VHS), Predatory Instinct Productions
- Church of Satan Iinterview Archive (2003, dvd), Purging Talon
- Iconoclast (uitgebracht in 2009), geregisseerd door Larry Wessel (www.iconoclastmovie.com)
- Modern Drunkard (in productie), geregisseerd door Frank Rich